# Revolución Gloriosa
La Revolución de 1688 o Revolución Gloriosa, se refiere a los eventos entre 1688 y 1689 en Inglaterra que dieron como resultado el derrocamiento de Jacobo II y el ascenso al trono de su hija María II y su esposo, Guillermo III, príncipe de Orange y Estatúder de las Provincias Unidas de los Países Bajos. Los dos gobernaron como monarcas corregentes de Inglaterra, Escocia e Irlanda hasta la muerte de María en 1694, tras lo cual Guillermo se convirtió en el rey único. El jacobismo, el movimiento político que buscaba la restauración de la Casa de Estuardo al trono, persistió hasta finales del siglo XVIII. 
La Revolución Gloriosa se gestó en 1688 a través de una conspiración urdida entre algunos parlamentarios ingleses y Guillermo de Orange. Algunas veces también se llama la Revolución Incruenta, aunque hubo combates y pérdida de vidas humanas en Irlanda y Escocia. Los historiadores católicos y tories prefieren el término «Revolución de 1688», ya que «Gloriosa» o «Incruenta» reflejarían los prejuicios de los historiadores whig. Otros, como el historiador W.A. Speck, señalan que el término «revolución» sería incorrecto, ya que estuvo lejos de ser un espontáneo levantamiento contra Jacobo II. Al contrario, Speck señala que probablemente la mayoría de la nación quería la continuidad de su reinado.
A pesar de su catolicismo, Jacobo se convirtió en rey en febrero de 1685 con un amplio apoyo de las mayorías protestantes en Inglaterra y Escocia, así como de la mayoritariamente católica Irlanda. Sus políticas rápidamente erosionaron su apoyo, y para junio de 1688 la insatisfacción se convirtió en una resistencia activa, si bien aún sin armas. El prospecto de una dinastía católica tras el nacimiento de su hijo Jacobo Francisco Eduardo el 10 de junio de ese año llevó a un grupo de opositores domésticos a enviar una carta a Guillermo, la llamada «invitación a Guillermo», buscando el apoyo neerlandés para sacar a Jacobo del cargo. Guillermo era a la vez sobrino y yerno de Jacobo y, hasta el nacimiento del hijo de éste, la heredera aparente al trono había sido la esposa de Guillermo, María. 
Por su parte, los Estados Generales de los Países Bajos y Guillermo estaban preocupados de que Jacobo pudiera apoyar a Luis XIV de Francia en la guerra de los Nueve Años. Aprovechando la agitación en Inglaterra y afirmando estar respondiendo a la invitación, Guillermo desembarcó en Devon con un ejército expedicionario el 5 de noviembre de 1688. Durante su avance hacia Londres, el ejército de Jacobo se desintegró. Entre los desertores al bando de Guillermo se encontraban Ana, hija de Jacobo, y su mejor general, John Churchill, duque Marlborough. Con esto, Jacobo decidió exiliarse en Francia el 23 de diciembre. En abril de 1689, mientras tropas neerlandesas ocupaban Londres, el Parlamento nombraba a Guillermo y María monarcas corregentes de Inglaterra e Irlanda. Un acuerdo independiente pero similar se hizo sobre Escocia en junio.
La Revolución está fuertemente asociada con los sucesos de la guerra de los Nueve Años de la Europa Continental, y se puede ver como la última invasión con éxito de Inglaterra. Puede argüirse que con el derrocamiento de Jacobo comenzó el modelo parlamentario inglés. El monarca nunca volvería a tener el poder absoluto, y la Declaración de Derechos se convertiría en uno de los documentos más importantes de Gran Bretaña. La deposición del monarca católico Jacobo II acabó con cualquier oportunidad de que el catolicismo fuese restablecido en Inglaterra. Además, la promulgación de la Ley de Tolerancia condujo a la aceptación de los protestantes no conformistas y a la marginación de los católicos y otros grupos minoritarios, como los judíos y ateos.
En términos de política externa, hasta su muerte en 1702, Guillermo combinó los roles de Estatúder neerlandés y monarca británico. Ambos estados, por tanto, se hicieron aliados en la resistencia contra la expansión francesa, alianza que persistió por gran parte del siglo XVIII, a pesar de objetivos diferentes. Bajo el liderazgo de Guillermo, los recursos neerlandeses se enfocaron en la guerra terrestre con Francia, mientras que la Marina Real tomaba la batuta en altamar. Este fue un factor significativo en que la República neerlandesa fuera superada como la principal potencia marítima por parte de Gran Bretaña durante la Guerra de secesión española.

## Antecedentes de la revolución

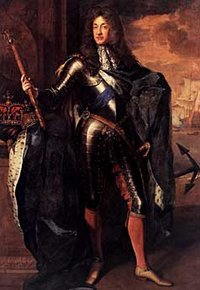
Jacobo II
Rey de Inglaterra, Escocia e Irlanda, duque de Normandía.

En 1651, tras los eventos de la Tercera guerra civil inglesa, particularmente la batalla de Worcester, Jacobo, duque de York, hijo de Carlos I, había escapado a Francia junto con su hermano Carlos. El tiempo que Jacobo pasó en Francia le puso en contacto con las creencias y ceremonias de la Iglesia católica , y tanto él como su esposa, Ana, se sintieron atraídos por esa fe. Jacobo recibió la Eucaristía católica para 1668 o 1669, aunque su conversión se mantuvo en secreto durante casi una década, ya que continuó asistiendo a servicios anglicanos hasta 1676. A pesar de su conversión, Jacobo continuó relacionándose principalmente con anglicanos, entre ellos John Churchill y George Legge, así como con protestantes franceses como Louis de Duras, segundo conde de Feversham.
Los crecientes temores a la influencia católica en la corte llevaron al Parlamento inglés a introducir una nueva Ley de Test en 1673, en virtud de la cual todos los funcionarios civiles y militares debían prestar juramento (en el que se les exigía que repudiaran la doctrina de la transubstanciación y denunciaran ciertas prácticas de la Iglesia católica como supersticiosas e idólatras) y recibir la Eucaristía bajo los auspicios de la Iglesia de Inglaterra. Jacobo se negó a realizar ninguna de estas acciones, y en su lugar optó por renunciar al puesto de Lord Gran Almirante, haciéndose de esta manera pública su conversión al catolicismo. Su hermano, ahora Carlos II, se opuso a la conversión de Jacobo, ordenando que las hijas de este, María y Ana, fueran criadas en la Iglesia de Inglaterra.Sin embargo, permitió que Jacobo, que ya había enviudado, se casara con María de Módena, una princesa italiana de quince años. Muchos británicos, desconfiados del catolicismo, consideraban a la nueva duquesa de York como una agente del papado. Para 1678, el catolicismo de Jacobo había creado un clima de histeria en el que se creía en general un rumor de un supuesto complot papista para asesinar a Carlos y poner a su hermano en el trono. Entre 1679 y 1681, tres parlamentos sucesivos se esforzaron por excluir a Jacobo de la sucesión mediante estatuto. Durante esta crisis, Jacobo pasó largos períodos en el exilio en Bruselas y Edimburgo. Sin embargo, en gran medida gracias a su tenaz defensa de sus derechos, los exclusionistas fueron derrotados, y en 1682 regresó a Inglaterra, retomando el liderazgo de los tories anglicanos, cuyo poder en el gobierno local se restableció y aumentó mediante la «remodelación» de las corporaciones municipales y el gobierno de los condados en su favor. 
Para 1684, la influencia de Jacobo en la política estatal era crucial. Con la muerte de Carlos II el 6 de febrero de 1685, a causa de apoplejia, Jacobo accedió al trono a los 51 años con un amplio apoyo, y escasa oposición abierta o incluso críticas, y parecía probable que el fuerte apoyo de los anglicanos lo convertiría en uno de los más poderosos enviados al trono británico del siglo XVII. El público en general se mostraba reacio a socavar el principio de sucesión hereditaria tras el trauma de la breve Mancomunidad de Inglaterra republicana 25 años antes, y creían que una monarquía católica iba a ser puramente temporal. Sin embargo, la tolerancia de sus opiniones personales no se extendió al catolicismo en general, y tanto el parlamento inglés como el escocés se negaron a aprobar medidas que se consideraran que socavaban la primacía de la religión anglicana. 
Así, durante sus tres años de reinado, el rey Jacobo II fue víctima de las batallas políticas en Inglaterra entre el catolicismo y el protestantismo, de un lado, y entre el derecho divino de la Corona y los derechos políticos del Parlamento, por el otro. El problema político más importante que tenía Jacobo era su catolicismo, que lo dejaba bajo los ataques de los dos partidos en el Parlamento. Los miembros del partido liberal británico del bajo clero habían fallado en su intento de excluir a Jacobo del trono entre 1679 y 1681, y los seguidores de Jacobo eran los tories del alto clero anglicano. Cuando Jacobo heredó el trono en 1685, tenía gran parte del apoyo del «Parlamento Leal», que estaba compuesto mayoritariamente de tories. Sin embargo, el intento de Jacobo por relajar las leyes penales puso en su contra a sus seguidores naturales, ya que los tories lo vieron como un intento de desestructurar a la Iglesia de Inglaterra. Abandonando a los tories, Jacobo quiso formar un «Partido del Rey», para equilibrar a los tories anglicanos, así que en 1687 Jacobo apoyó la política de la tolerancia religiosa y emitió la Declaración de Indulgencia. Aliándose con los católicos, los disidentes y los no conformistas, Jacobo esperaba construir una coalición que le daría la emancipación católica.
En 1686, Jacobo obligó al Banco de la Corte del Rey a decidir que el rey podía dispensar las restricciones religiosas de las Actas de la Prueba. Jacobo ordenó el cambio de Henry Compton, el obispo anticatólico de Londres, quitó a los compañeros protestantes del Magdalen College en Oxford y los reemplazó con católicos.
Jacobo también creó un gran ejército permanente y empleó a católicos en las posiciones de poder en el ejército. Para sus oponentes en el Parlamento esto era como el preludio a un gobierno arbitrario, así que Jacobo prorrogó el Parlamento sin ganarse el consentimiento de este. En ese momento, los regimientos ingleses estaban acampados en Hounslow, cerca de la capital. El ejército de Irlanda se purgó de protestantes, que fueron reemplazados por católicos, y en 1687 Jacobo tenía más de 34 000 hombres en armas en sus tres reinos.
En abril de 1688, Jacobo volvió a emitir la Declaración de Indulgencia y ordenó a todo el clero que la leyese en sus iglesias. Cuando el arzobispo de Canterbury, William Sancroft, y otros seis obispos (ver los Seis Obispos) le escribieron a Jacobo para solicitarle que reconsiderase su política, fueron arrestados bajo los cargos de libelo sedicioso, pero en un juicio fueron exonerados bajo los vítores de la multitud en Londres.
La situación se hizo insostenible en 1688, cuando Jacobo tuvo un hijo; hasta entonces, el trono habría pasado a su hija, María, una protestante. La perspectiva de una dinastía católica en las islas británicas ahora era algo muy probable. Algunos de los líderes del partido tory se unieron con los miembros whig de la oposición y salieron a resolver la crisis.

## Los apoyos de Jacobo II: losrepealers
Jacobo II estaba a la cabeza de un sofisticado y popular movimiento reformista al que el historiador Scott Sowerby bautiza como repealers, un amplio movimiento nacional e ideológicamente coherente cuyo principal objetivo era abolir siglo y medio de leyes penales que proscribían la adoración religiosa fuera de la iglesia oficial, marginando así no solo a católicos, sino a otros grupos protestantes conocidos como dissenters. La Declaración de Indulgencia no se trataba solamente de una libertad de conciencia, sino de una nueva forma de sociabilidad, donde el debate religioso de los últimos siglos era rechazado en favor de un pluralismo cultural suscrito por la cortesía sin restricciones comerciales y un rechazo al rencor y la controversia. Promovían su causa a través de panfletos, revistas, cartas, etc. El movimiento repealer, en palabras de Sowerby, «was a curious mixture of top-down state sponsorship and bottom-up popular organizing».
Uno de los hombres cercanos al rey, defensor de las intenciones del monarca sobre la libertad de conciencia, y principal ideólogo y colaborador en las campañas de difusión de la declaración de Jacobo, fue el cuáquero William Penn. Este argumentaba que el antipapismo era irracional, puesto que los católicos eran muy pocos, menos de un 1% de la población. Pero para los enemigos del rey, estos eran muchos más y estaban ocultos esperando su oportunidad. Cualquier argumento en defensa de las intenciones del rey era contestado por un contraargumento de sus enemigos, aunque este careciera de sentido. Según Penn, la única solución para realmente anular estas teorías conspiratorias era la abolición efectiva de las leyes penales.

## Conspiración

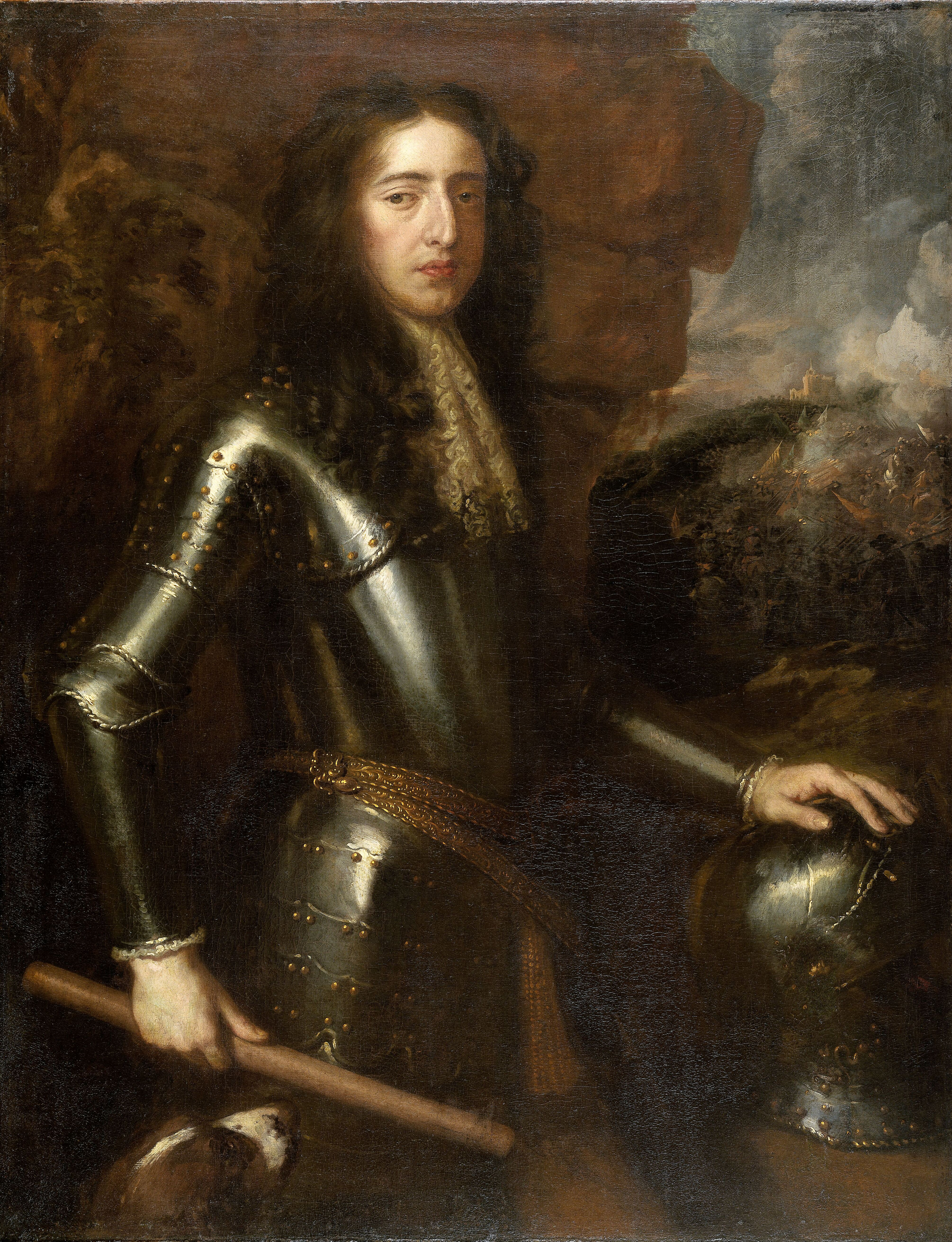
Guillermo III
Rey de Inglaterra, Escocia e Irlanda; estatúder de Güeldres, Holanda, Zelanda, Utrecht y Overijssel.

En 1686, un grupo de conspiradores se encontraron en Charborough House, en Dorset, para planear el derrocamiento de «la raza tirana de los Estuardo». En junio de 1688, otra conspiración fue lanzada desde Old Whittington, en Chesterfield, Derbyshire, para deponer a Jacobo y reemplazarlo por su hija María y su marido, Guillermo Enrique de Orange, ambos protestantes y ambos nietos de Carlos I de Inglaterra. Antes del nacimiento del hijo de Jacobo el 10 de junio, María había sido la heredera al trono y Guillermo era el tercero en la línea de sucesión. Jacobo, sin embargo, había querido tratarlos solamente como posibles herederos, con la condición de que aceptasen su posición procatólica, lo cual ellos no habían querido aceptar por miedo a que la influencia francesa llegase a ser demasiado grande. Guillermo también era el estatúder de las principales provincias de la república holandesa, entonces en los estados preliminares para unirse a la guerra de los Nueve Años en contra de Francia. Guillermo ya había adquirido la reputación de ser el principal campeón en Europa de la causa protestante en contra del catolicismo y del absolutismo francés.
Todavía es materia de controversia si la iniciativa de la conspiración fue tomada por los ingleses o por el estatúder y su esposa. Guillermo había estado tratando de influir en la política inglesa durante más de un año, permitiendo al gran pensionario Gaspar Fagel la publicación de una carta abierta al pueblo inglés, en noviembre de 1687, deplorando la política religiosa de Jacobo, y esta acción generalmente ha sido interpretada como una apuesta encubierta por el reinado. El 18 de diciembre, el Duque de Norfolk avisó a Jacobo de una conspiración proveniente del lado de su yerno. Desde el verano de 1687, Guillermo había mantenido una correspondencia secreta con los principales líderes whig. En ella no se comprometió a ninguna acción definida, pero se había alcanzado un compromiso de que, si Guillermo ascendía al trono, lo haría (de acuerdo con su reputación antiabsolutista) con moderación en el uso del poder real, en compensación por un uso total de los recursos militares ingleses contra Francia. En abril de 1688 empezó a considerar seriamente la posibilidad de una intervención militar y a buscar apoyo financiero y político para tal empresa.
Saltando al vuelo sobre la oportunidad de atraer a Inglaterra a la coalición antifrancesa, ofrecida por la crisis causada por la aparición del nuevo heredero católico, Guillermo y María planearon cuidadosamente durante meses una invasión. Su principal problema era el evitar cualquier impresión de conquista extranjera y prepararon una invitación formal por parte de un grupo de notables, los Siete Inmortales, que consistían en un obispo y seis nobles, el 30 de junio. También el hombre de confianza de Guillermo, Hans Willem Bentinck, lanzó una campaña de propaganda en Inglaterra, presentando a Guillermo como un verdadero Estuardo, pero uno que estaba «afortunadamente» libre (según los panfletos) de los vicios habituales de los Estuardo, como el criptocatolicismo, el absolutismo y la corrupción. Mucho del apoyo «espontáneo» posterior hacia Guillermo había sido organizado cuidadosamente por él y por sus agentes.
El problema siguiente fue el reunir una poderosa fuerza de invasión. Guillermo, financiado por la ciudad de Ámsterdam, después de secretas y difíciles negociaciones hechas por Bentinck con el vacilante burgomaestre de Ámsterdam, durante el mes de junio, alquiló 400 transportes; Bentinck también negoció los contratos de 14 000 mercenarios alemanes de Brandeburgo, Wurtemberg, Hesse-Kassel y Celle, para guarnecer las fronteras holandesas y liberar un número igual de tropas mercenarias de élite holandesas, para usarlas contra Inglaterra. Se obtuvo más apoyo financiero de las fuentes más disparatadas: el banquero judío Francisco Lopes Suasso prestó dos millones de guilders. Aun así, Guillermo todavía tuvo grandes problemas en convencer a la élite gobernante holandesa, los regentes, de que una expedición tan cara era realmente necesaria.
Sin embargo, la política francesa jugó a su favor. A últimos de septiembre, Luis XIV tomó todos los barcos holandeses presentes en los puertos franceses, probando que la guerra con Francia era inminente. El 27 de septiembre (según el calendario gregoriano), Luis cruzó el Rín y entró en Alemania. El 29 de septiembre los Estados de Holanda se reunieron en sesión secreta y, temiendo una alianza franco-inglesa, aprobaron la operación, resolviendo convertir a los ingleses en «útiles a sus amigos y aliados, y especialmente a este estado». Aceptaron el argumento de Guillermo de que un golpe preventivo era necesario para evitar la repetición de los sucesos de 1672, cuando Inglaterra y Francia habían atacado conjuntamente a la República. Ordenaron a la flota holandesa de 53 barcos de guerra escoltar a los transportes de tropas. Esta flota estaba de hecho comandada por el Teniente Almirante Cornelis Evertsen el joven y por el Vicealmirante Philips van Almonde, pero en consideración a las sensibilidades inglesas se colocó bajo el mando nominal del Contraalmirante Arthur Herbert, el mismo mensajero que, disfrazado como un marinero común, le había traído la invitación a Guillermo en La Haya. Aunque Guillermo mismo era Almirante General de la república, se abstuvo del mando operacional, navegando notoriamente, en el yate Den Briel, acompañado por el Teniente Almirante Willem Bastiaensz Schepers, el magnate naviero de Róterdam que había organizado la flota de transporte. Los Estados Generales permitieron al núcleo de los regimientos del ejército de campo holandés participar bajo el mando del Mariscal Federico Schomberg.

## Desembarco de Guillermo de Orange
Las preparaciones holandesas, aunque realizadas con gran premura, no podían permanecer en secreto. El embajador inglés, el marqués d'Albeville, avisó a su país: «Se va a intentar una conquista absoluta, bajo las pretensiones especiales y ordinarias de la religión, la libertad, la propiedad y un parlamento libre...». Luis XIV amenazó a los holandeses con una declaración de guerra inmediata si se empeñaban en seguir adelante con sus planes. El embarque en las naves comenzó el 22 de septiembre (calendario gregoriano), y se completó el 8 de octubre, y la expedición fue aprobada ampliamente ese mismo día por los Estados de Holanda; ese mismo día Jacobo emitió una proclama a la nación inglesa para que se preparase para una invasión holandesa. Durante tres semanas, sin embargo, la flota de invasión no pudo zarpar del puerto naval de Hellevoetsluis, por las adversas galernas del suroeste que normalmente azotan en ese período, y los católicos, por todos los Países Bajos y las islas británicas, mantuvieron reuniones rezando para que este «viento del Papa» durase, pero a últimos de octubre llegó el famoso «viento protestante», cambiando a del este y permitiendo su marcha el 28 de octubre.
Apenas había alcanzado la flota el mar abierto, el viento cambió otra vez a suroeste, forzando a muchos barcos a volver a puerto, volviendo solamente el 9 de noviembre el viento del este. La flota se reagrupó el 11 de noviembre y después navegó hacia el norte en dirección a Harwich, donde Bentinck había preparado un lugar para el desembarco. Sin embargo, fue forzada a ir en dirección sur cuando el viento volvió a rolar al norte, y navegó en una enorme formación cuadrada, de 25 barcos de fondo. Entró en el canal de la Mancha el 13 de noviembre, saludando al Castillo de Dover y Calais simultáneamente para presumir de su tamaño. La armada inglesa colocada en el estuario del Támesis vio pasar por dos veces a los holandeses, pero fue incapaz de interceptarlos; la primera vez debido al fuerte viento del este, y la segunda por una marea no favorable.
Desembarcaron con un gran contingente en Brixham, Devon, el 5 de noviembre de 1688 (calendario gregoriano). Guillermo fue aclamado con grandes muestras de apoyo popular (este era el lugar alternativo para el desembarco de Bentinck), y algunos hombres locales se unieron al ejército. El ejército de Guillermo se componía de aproximadamente 15 000-18 000 tropas de a pie y unas 3000 de caballería. Se componía principalmente de 14 352 tropas regulares mercenarias holandesas (realmente muchos de ellos eran escoceses, escandinavos, alemanes y suizos) y de unos 5000 voluntarios ingleses y escoceses, con un sustancial elemento hugonote en la caballería y en los guardias, así como de 200 negros de las plantaciones de América. Muchos de los mercenarios eran católicos. En febrero de 1688 Jacobo había ordenado a todos sus súbditos británicos abandonar el servicio a los holandeses, pero pocos lo habían hecho. El 7 de noviembre (17 de noviembre según el calendario gregoriano), el viento roló al suroeste, impidiendo a la flota inglesa que los perseguía atacar el lugar del desembarco. Luis, de hecho, no declaró la guerra, esperando que el envolvimiento de los holandeses en una más que probable guerra civil inglesa haría que no pudiesen interferir en su campaña alemana.
Guillermo consideraba que su veterano ejército tenía el tamaño suficiente para derrotar a cualquier fuerza (todas bastante inexpertas) que Jacobo pudiera lanzar contra él, pero había decidido evitar los riesgos de una batalla y mantener una actitud defensiva, en la esperanza de que la posición de Jacobo se colapsaría al final por sí misma. Así, desembarcó lejos del ejército de Jacobo, esperando que sus aliados ingleses tomasen la iniciativa actuando contra Jacobo, mientras él aseguraba su propia protección contra ataques potenciales. Guillermo estaba preparado para esperar; había pagado a sus tropas tres meses de campaña por adelantado. Un avance lento tenía el beneficio añadido de no extender demasiado sus líneas de suministro; las tropas holandesas incluso estaban bajo órdenes estrictas de no forrajear, por miedo a que pudieran degenerar en saqueos que pudiesen poner en contra a la población. En sus banderas se leía la proclama "Mantendré las libertades de Inglaterra y la religión protestante». «Je maintiendrai» («Mantendré») era el lema de la Casa de Orange. El 9 de noviembre, Guillermo tomó Exeter. Desde el 12 de noviembre, en el norte, muchos nobles empezaron a declararse a favor de Guillermo. Sin embargo, en las primeras semanas mucha gente evitaba cuidadosamente tomar partido; la nación, como un todo, ni se reagrupaba detrás de su rey ni daba la bienvenida a Guillermo, sino que esperaba pasivamente el resultado de los acontecimientos.
Jacobo rechazó una oferta francesa para enviar una fuerza expedicionaria. Sus fuerzas más adelantadas se congregaron en Salisbury, y Jacobo partió para unirse a sus tropas el 19 de noviembre (calendario juliano). En medio de protestas anticatólicas en Londres, llegó a ser evidente que las tropas no estaban ansiosas por combatir, y que la lealtad de muchos de los comandantes de Jacobo era dudosa. La primera sangre se vertió más o menos en ese momento, en una escaramuza en Wincanton, Somerset, cuando las tropas realistas se retiraron después de derrotar a una pequeña partida de exploradores. El recuento de bajas en ambos bandos fue de unas quince. En Salisbury, un preocupado Jacobo tuvo de pronto un serio derramamiento de sangre por la nariz, lo que él tomó por una mala profecía, indicando que debía ordenar a su ejército la retirada. El 23 de noviembre, Lord Churchill of Eyemouth, uno de los principales comandantes de Jacobo, desertó al campo de Guillermo. El 26 de noviembre, la propia hija de Jacobo, la Princesa Ana, hizo lo mismo. Ambos fueron pérdidas importantes. Jacobo volvió a Londres ese mismo día. El 4 de diciembre, las fuerzas de Guillermo estaban en Salisbury; el 7 de diciembre habían alcanzado Hungerford, donde se encontraron con los comisionados del rey para negociar. En realidad, en ese momento Jacobo solo estaba ganando tiempo, pues ya había decidido huir del país. Jacobo estaba convencido de que no podía confiar en su ejército, y dio órdenes para desbandarlo. El 10 de diciembre hubo un segundo choque entre los dos bandos, en la batalla de Reading, una derrota para los hombres del rey. En diciembre hubo fuertes manifestaciones anticatólicas en Bristol, Bury St. Edmuns, Hereford, York, Cambridge y Shropshire. El 9 de diciembre una turba protestante asaltó el castillo de Dover, donde era gobernador el católico Sir Edward Hales, y lo tomó.
El 10 de diciembre, la reina y el Príncipe de Gales huyeron a Francia. El 11 de diciembre, Jacobo intentó escapar, tirando el Gran Sello del Reino al Támesis, en su huida. Sin embargo, fue capturado al día siguiente por unos pescadores en Faversham, cerca de Sheerness, en la isla de Sheppey. El día 11 de diciembre los Lores espirituales y los Lores temporales decidieron pedirle a Guillermo que restaurase el orden. En la noche del día 11 hubo disturbios y saqueos de las casas de los católicos y muchas embajadas extranjeras de países católicos en Londres. La noche del 12 presenció un pánico de masas en Londres durante lo que se llamaría más tarde la «Noche Irlandesa». Falsos rumores de un ataque inminente por parte del ejército irlandés sobre Londres se extendieron por la capital, y se reunió una multitud de cerca de 100 000 personas para defender la ciudad.
Después de volver a Londres el día 16, Jacobo fue recibido por la multitud con vítores. Ante esto, tomó ánimos e intentó recomenzar el gobierno, incluso presidiendo una reunión del Consejo Privado. Entonces recibió una petición para que se marchase de Londres por parte de Guillermo. Este, al mismo tiempo, ordenó a todas las tropas inglesas el abandono de la capital; no serían permitidas fuerzas locales en un radio de veinte millas hasta la primavera de 1689. La armada inglesa ya se había pronunciado a favor de Guillermo. Jacobo fue llevado a Rochester, Kent, bajo una guardia holandesa el 18 de diciembre (calendario juliano), justo cuando Guillermo entraba en Londres. Jacobo escapó entonces a Francia el 23 de diciembre. La baja vigilancia puesta sobre Jacobo, y la decisión de permitirle estar tan cerca de la costa, indica que Guillermo podría haber esperado que una fuga con éxito de su suegro podía evitarle la dificultad de decidir qué hacer con él. Especialmente cuando todavía era fuerte la memoria de la ejecución de Carlos I. El 26 Guillermo, siguiendo el consejo de sus aliados whig, convocó una asamblea de todos los miembros del parlamento que habían sobrevivido el reinado de Carlos II, puenteando así a los toris del Parlamento Leal de 1685. Esta asamblea convocó una Convención y el 28, Guillermo aceptó las responsabilidades del gobierno. Aunque Jacobo había huido del país, el 30 Guillermo (en una conversación con el Marqués de Halifax) estaba amenazando con no quedarse en Inglaterra «si el rey Jacobo vuelve otra vez», y estaba decidido a regresar a Holanda «si ellos le iban a nombrar (a Guillermo) Regente».

## Guillermo de Orange se convierte en Rey de Inglaterra
En 1689, la Convención del parlamento llegó a un acuerdo y declaró que la huida de Jacobo significaba una declaración de abdicación. El trono les fue ofrecido a Guillermo y a María como gobernantes conjuntos, un arreglo que ambos aceptaron (Guillermo demandó el título de rey y desdeñó el papel de regente). El 13 de febrero de 1689 (calendario gregoriano), María II y Guillermo III accedieron conjuntamente al trono de Inglaterra. Aunque su sucesión al trono inglés fue relativamente pacífica, se vertería mucha sangre antes de que la autoridad de Guillermo fuese aceptada en Irlanda y Escocia.

## Levantamientos jacobitas
Jacobo había fomentado sus apoyos en la católica Irlanda y en las Highlands de Escocia. Los seguidores de Jacobo, conocidos como jacobitas, estaban preparados para resistir lo que consideraba como un golpe ilegal mediante la fuerza de las armas. Un levantamiento se produjo en Escocia en apoyo de Jacobo en 1689, la Primera rebelión jacobita, dirigida por John Graham de Claverhouse, conocido como «Bonnie Dundee», que reunió un ejército de clanes de las Highlands. En Irlanda, los católicos locales dirigidos por Richard Talbot, I conde de Tyrconnell, que había sido discriminado por anteriores monarcas ingleses, tomó todos los lugares fortificados del reino excepto Derry, conservando el reino para Jacobo. Este mismo desembarcó en Irlanda con 6000 soldados franceses para tratar de recuperar el trono en la Guerra Guillermita de Irlanda. La guerra duró desde 1689-1691. Jacobo huyó de Irlanda después de una humillante derrota en la batalla del Boyne, pero la resistencia jacobita no terminó hasta después de la batalla de Aughrim, en 1691, cuando aproximadamente la mitad de su ejército fue muerto o prisionero. Los jacobitas irlandeses se rindieron por el Tratado de Limerick, 3 de octubre de 1691. Inglaterra se mantuvo relativamente en calma durante todo este episodio, aunque algunos ingleses jacobitas lucharon en Irlanda. El levantamiento jacobita en las Highlands de Escocia fue reducido a pesar de la victoria jacobita en la batalla de Killiecranckie, debido a la muerte de Claverhouse, su líder.
Los sucesos de 1688 y sus consecuencias pueden verse de esta manera más como un golpe de Estado, conseguido por la fuerza de las armas, que como una auténtica revolución. Muchos, particularmente en Irlanda y Escocia, continuaron viendo a los Estuardo como los monarcas legítimos de los Tres Reinos, y hubo aún más rebeliones jacobitas en Escocia, en 1715 y 1745.

## Legado
La Revolución de 1688 se considera por algunos como uno de los sucesos más importantes en la larga evolución de poderes poseídos por el parlamento y por la corona de Inglaterra. Con el paso de la Declaración de Derechos se erradicó cualquier posibilidad para una monarquía católica, y hacia cualquier movimiento en pro de la monarquía absoluta en las islas británicas, mediante el acotamiento de los poderes del monarca. Los poderes del rey fueron restringidos fuertemente: ya no podía suspender las leyes, crear impuestos o mantener un ejército permanente durante tiempos de paz sin el permiso del Parlamento. Desde 1689, Inglaterra, y más tarde el Reino Unido, ha sido gobernado bajo un sistema de monarquía parlamentaria, y lo ha sido ininterrumpidamente. Desde entonces, el parlamento ha ganado cada vez más poder, y la corona lo ha perdido progresivamente. A diferencia de la guerra civil de mediados del siglo XVII, la «Revolución de 1688» no involucró a las masas de gente corriente. Esto ha conducido a muchos historiadores a sugerir que los sucesos se parecen más a un golpe de Estado que a una revolución social.
El nuevo rey de Inglaterra, Guillermo III de Inglaterra, había pertenecido a la Iglesia reformada neerlandesa, tan opuesta a la iglesia de Inglaterra, antes de su llegada. Consecuentemente, la Revolución condujo al Acta de Tolerancia de 1689, que garantizaba la tolerancia a los protestantes no conformistas, pero no a los católicos. La victoria de Guillermo en Irlanda todavía se conmemora por la Orden de Orange, por preservar el dominio británico y protestante en el país.
La Revolución Gloriosa (o Revolución de 1688) espoleó un reexamen de muchas creencias políticas. Habiendo esperado largo tiempo el aumentar la autoridad del parlamento a expensas de la monarquía, un grupo disidente conocido como whigs se puso al servicio del nuevo régimen.